# Black Country Derby

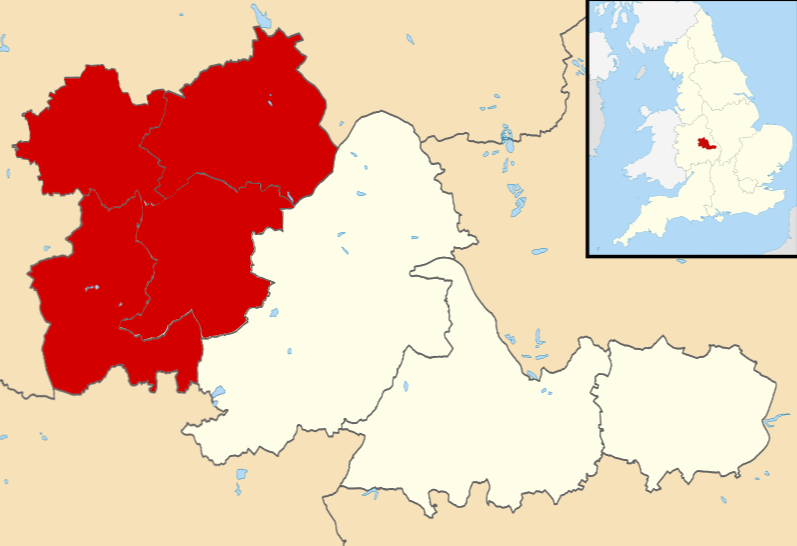
Black Country

Il Black Country Derby è il derby locale di calcio inglese disputato tra il Wolverhampton Wanderers e il West Bromwich Albion. Il Black Country Derby comprende anche le partite del Walsall F.C. contro entrambe le squadre sopracitate ma sono pochissime le partite che si possono contare (nel 2008 solo 13 partite giocate con gli altri due club) a causa della mancata partecipazione alla Premier League e alla Football League Championship.
Tra Wolves e West Brom si contano più di 150 match giocati nei vari campionati di First Division, Second Division e le coppe, come la FA Cup e la Charity Shield.
Fu uno dei primi derby d'Inghilterra giocati, prima in FA Cup 1885-1886 con la vittoria del West Brom per 3-1, poi in First Division 1888-1889, dove il Wolverhamtpon vinse il suo primo derby per 2-1.
Gli stadi utilizzati sono sempre stati gli stessi: il Molineux Stadium per i Wolves e The Hawthorns per il West Brom. Il record di attendance è di 60.945 spettatori nella partita 4 marzo 1950 nel pareggio per 1-1 a The Hawthorns.

## Schema del derby
| Nome:                  | Black Country Derby                                |
| Nazione:               | Inghilterra                                        |
| Città o Regione:       | Black Country                                      |
| Club:                  | Wolverhampton; West Bromwich; Walsall              |
| Primo match:           | 2 gennaio 1886 - West Bromwich 3 - 1 Wolverhampton |
| Record Attendance:     | 60.945                                             |
| Club con più vittorie: | West Bromwich (64)                                 |

## Statistiche
|                | Vittorie West Bromwich | Pareggi | Vittorie Wolverhampton |
| -------------- | ---------------------- | ------- | ---------------------- |
| Campionato     | 54                     | 40      | 52                     |
| Play-Off       | 2                      | 0       | 0                      |
| FA Cup         | 8                      | 2       | 1                      |
| Charity Shield | 0                      | 1       | 0                      |
| Totale         | 64                     | 43      | 53                     |

|                        | Vittorie Walsall | Pareggi | Vittorie West Bromwich |
| ---------------------- | ---------------- | ------- | ---------------------- |
| Campionato             | 4                | 2       | 2                      |
| Football League Trophy | 0                | 0       | 1                      |
| FA Cup                 | 0                | 1       | 1                      |
| League Cup             | 1                | 1       | 1                      |
| Totale                 | 5                | 4       | 5                      |

|                        | Vittorie Wolverhampton | Pareggi | Vittorie Walsall |
| ---------------------- | ---------------------- | ------- | ---------------- |
| Campionato             | 5                      | 4       | 3                |
| Football League Trophy | 0                      | 1       | 0                |
| FA Cup                 | 1                      | 0       | 0                |
| League Cup             | 0                      | 1       | 1                |
| Totale                 | 6                      | 6       | 4                |